# آناتولی شولاژنکو
آناتولی شولاژنکو (روسی: Анатолий Алексеевич Шульженко؛ ۱۷ فوریهٔ ۱۹۴۵ – ۸ ژوئیهٔ ۱۹۹۷ (۵۲ سال)) بازیکن فوتبال اهل اتحاد جماهیر شوروی سوسیالیستی بود.
از باشگاه‌هایی که در آن بازی کرده‌است می‌توان به باشگاه فوتبال زوریا لوهانسک اشاره کرد.
وی همچنین در تیم ملی فوتبال شوروی بازی کرده‌است.